# Monseigneur Stillemansstraat
De Monseigneur Stillemansstraat is een straat in de Belgische stad Sint-Niklaas. De straat, die bijzonder is door zijn vele art deco en nieuwe zakelijkheid woningen, werd samen met haar woningen in 2002 beschermd als stadsgezicht.

## Ligging
De straat ligt in het centrum van Sint-Niklaas vlak bij de Grote Markt.  Ze wordt begrensd door de Kokkelbeekstraat en de Hoveniersstraat. Bij het kruisen van de Hoveniersstraat vormt de Baron Dhanisstraat het verlengde van deze straat. Het verbindingsstraatje met het Hendrik Heymanplein komt er in uit.

## Geschiedenis
De straat werd aangelegd in de jaren dertig van de twintigste eeuw en is vernoemd naar de uit de stad afkomstige Antoon Stillemans, bisschop van Gent van 1889 tot 1916. 

## Art-deco-stijl en nieuwe zakelijkheid
De meeste burgerswoningen in deze straat zijn opgetrokken in art-deco-stijl of nieuwe zakelijkheid. Zij werden in 2002 beschermd als monument. De meeste van deze woningen werden ontworpen door August Waterschoot de andere architecten waren Hilaire De Boom, H. Faems, F. Staes, A. Stoop, J. Van Coillie, M. Van Coillie, F. Van Mierlo, A. Van Reeth en A. Verbeke.

### Monumenten
Volgende woningen zijn opgenomen in de Inventaris van het Bouwkundig Erfgoed.
- Nr. 15 Breedhuis 1932 naar ontwerp van August Waterschoot
- Nr. 24 Rijhuis 1931
- Nr. 26 Enkelhuis 1932 naar ontwerp van August Waterschoot
- Nr. 27 Woning naar ontwerp van Leander Waterschoot
- Nr. 28 Woning
- Nr. 32 Enkelhuis 1931 naar ontwerp van August Waterschoot
- Nr. 33 Enkelhuis 1932 naar ontwerp van August Waterschoot
- Nr. 38 Enkelhuis 1930 naar ontwerp van August Waterschoot
- Nr. 41 Rijhuis 1933 naar ontwerp van J. Van Coillie
- Nr. 49 Woning
- Nr. 58 Woning
- Nr. 60 Woning
- Nr. 74-76 Woning naar ontwerp van August en Leander Waterschoot

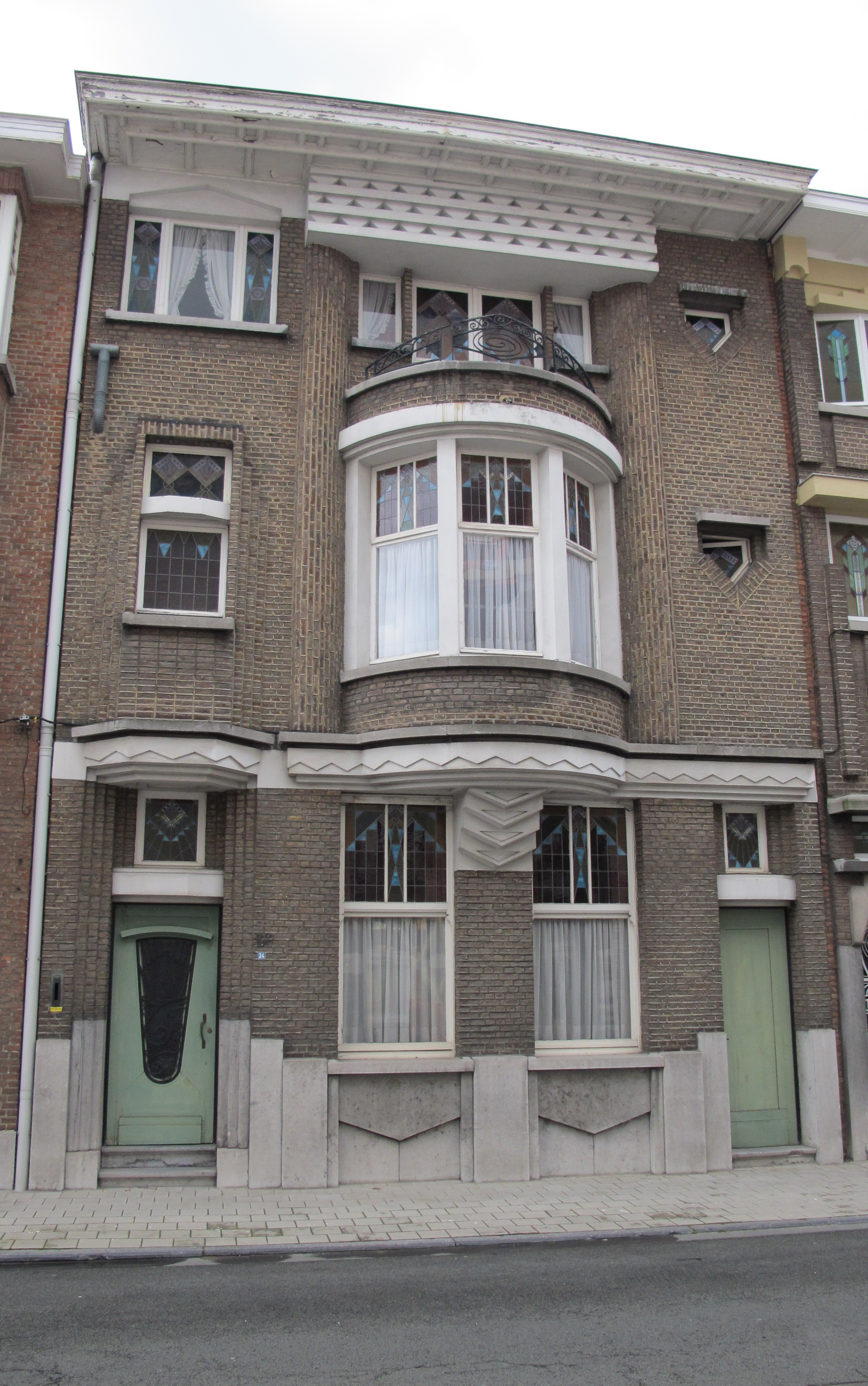
Nr. 24
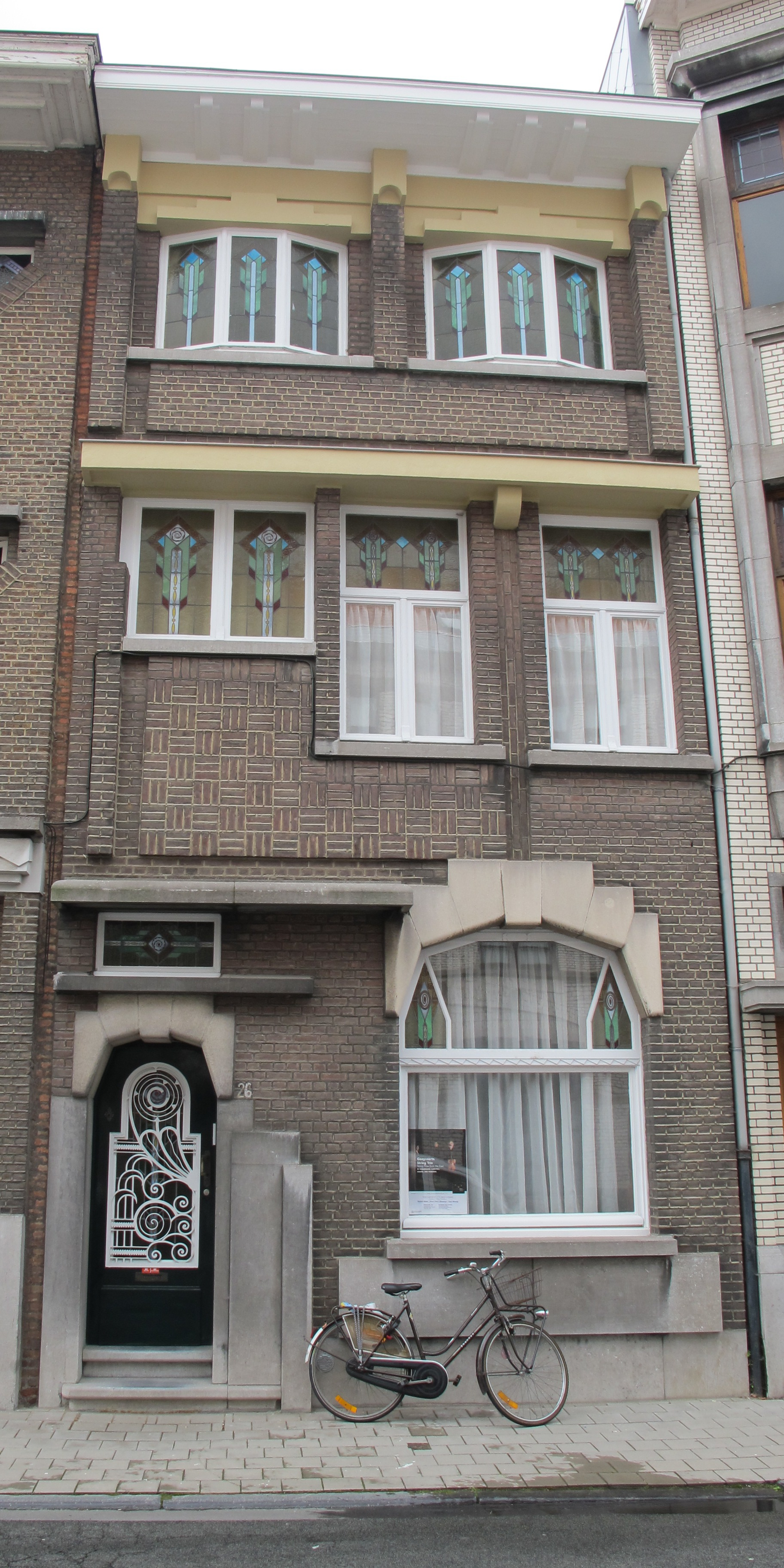
Nr. 26
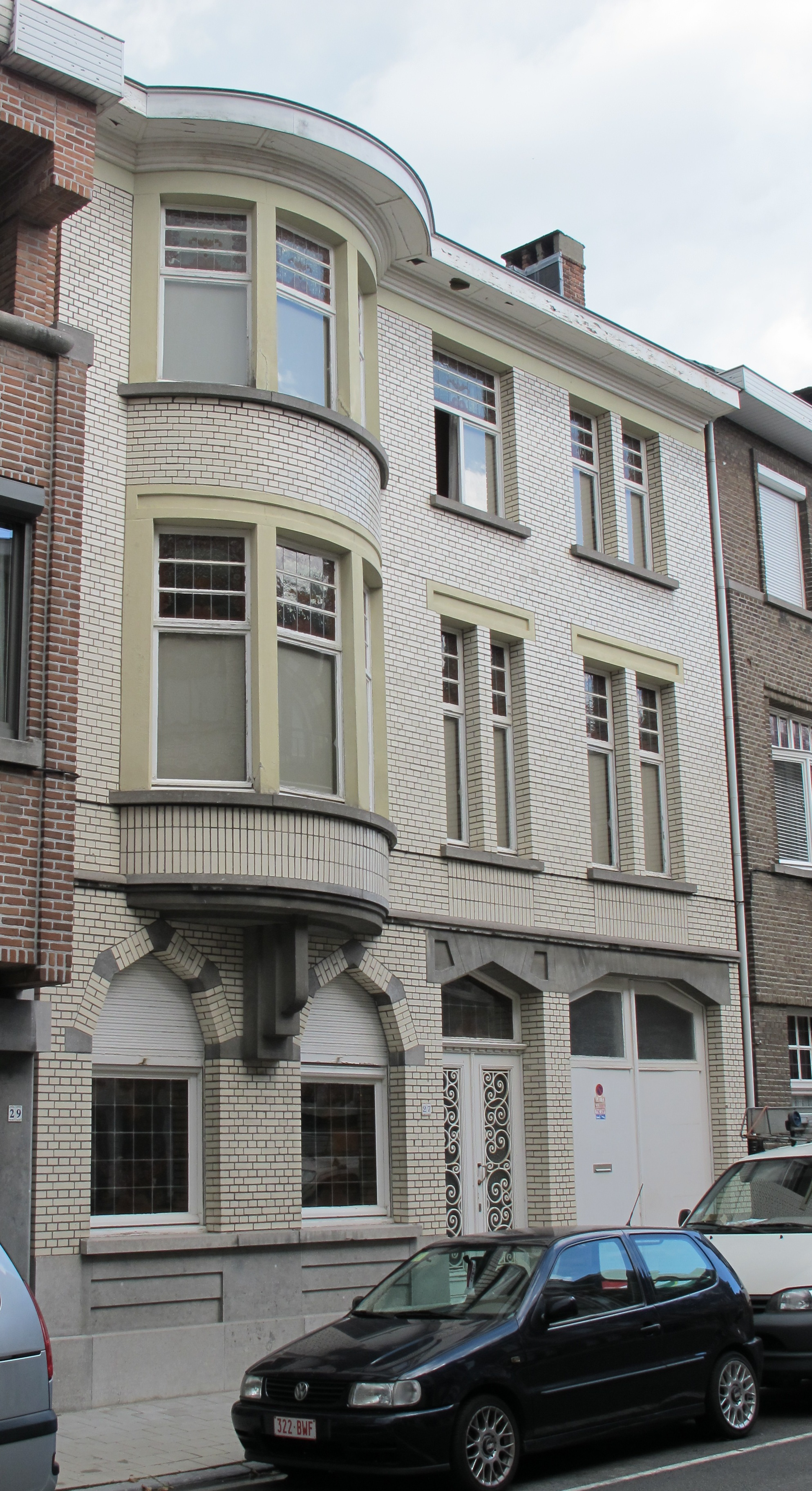
Nr. 27
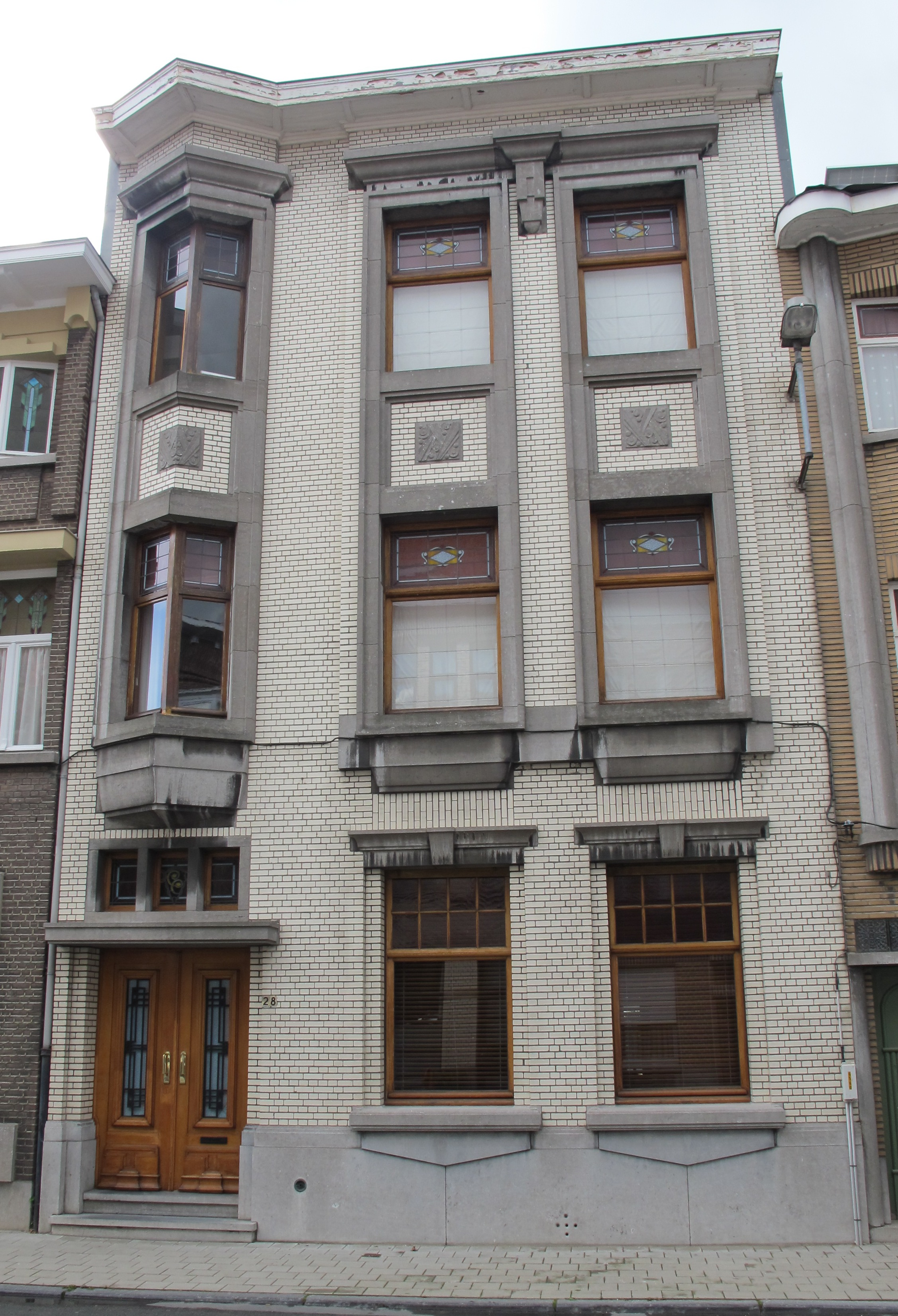
Nr. 28
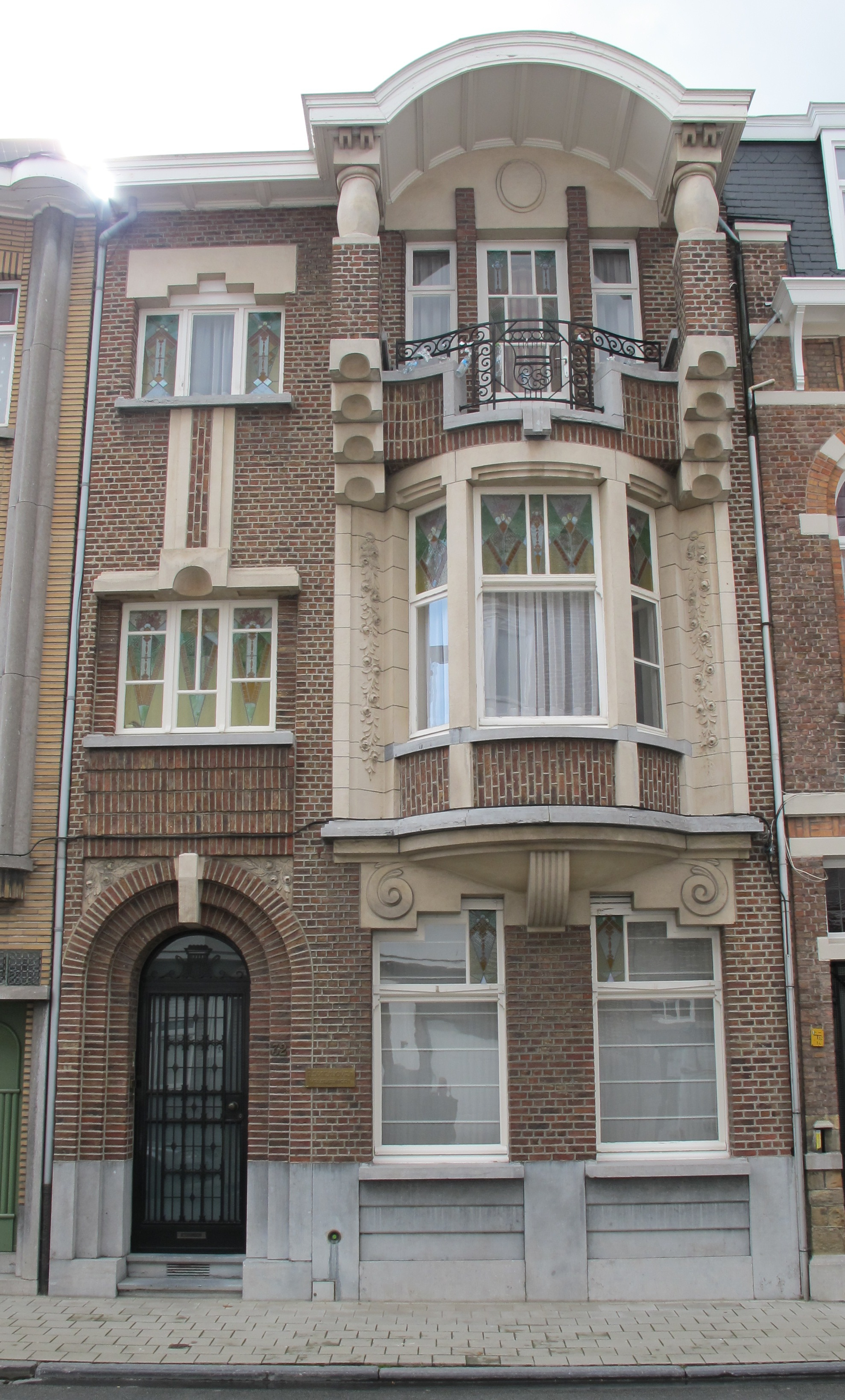
Nr. 32
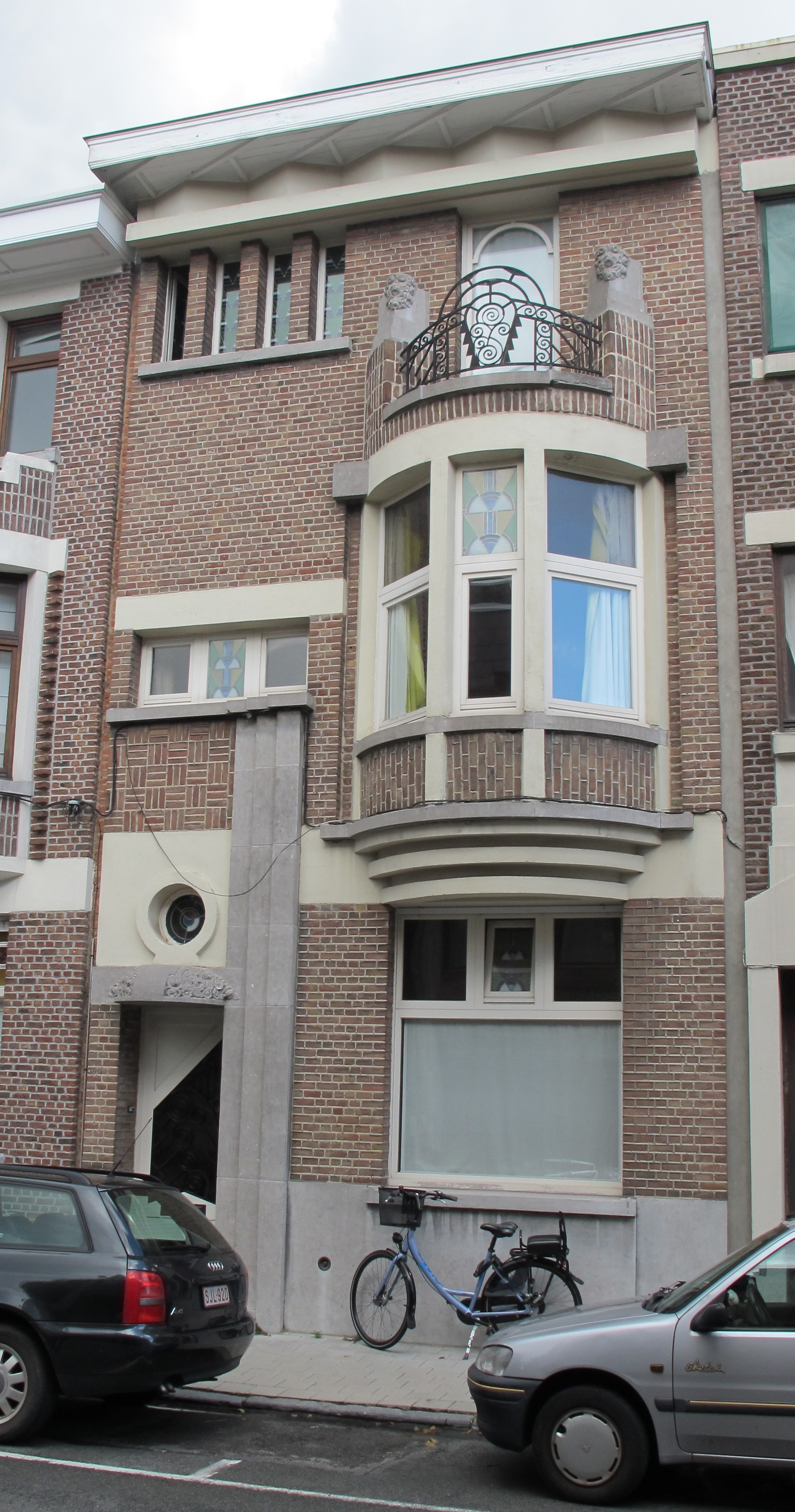
Nr. 33
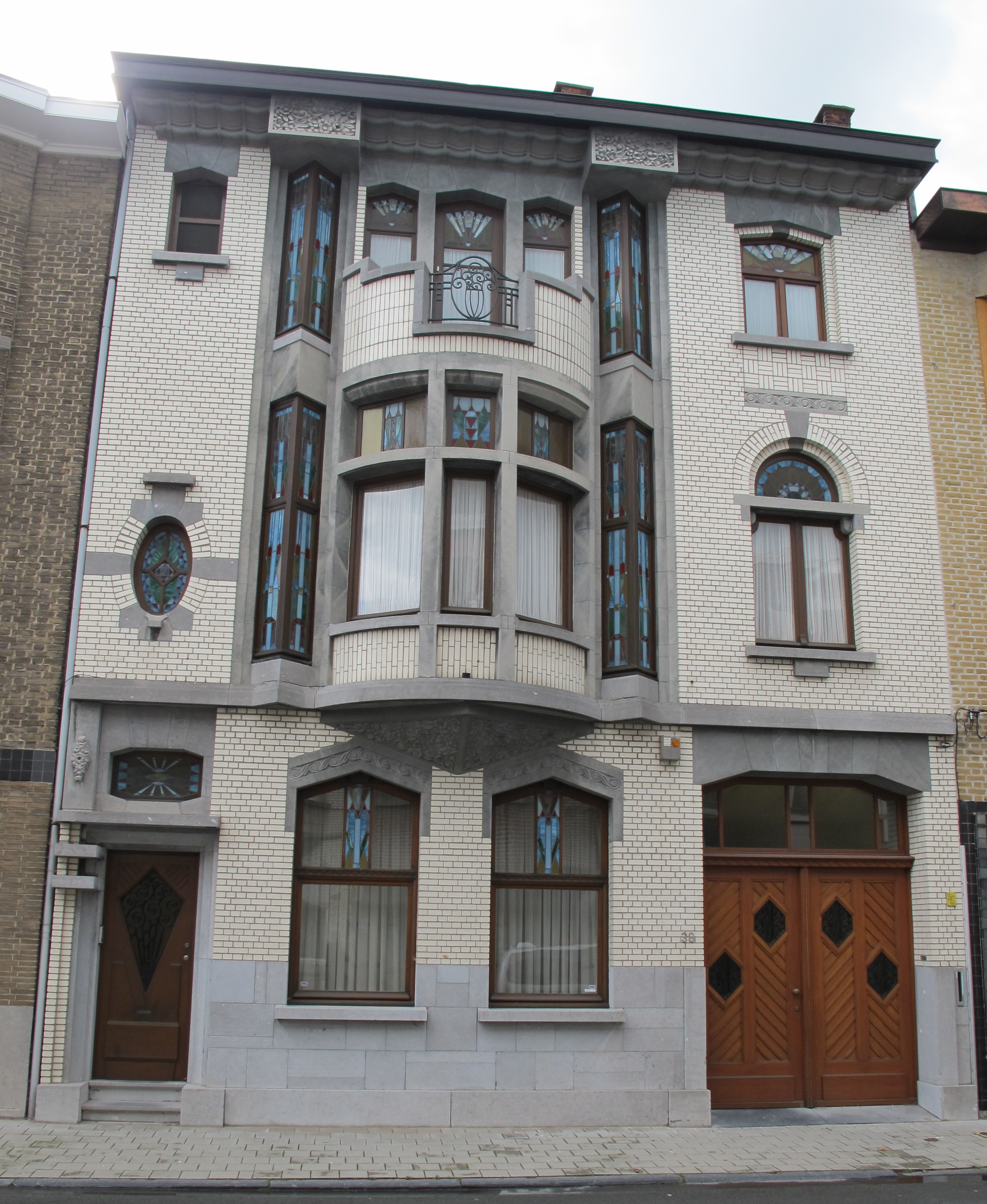
Nr. 38
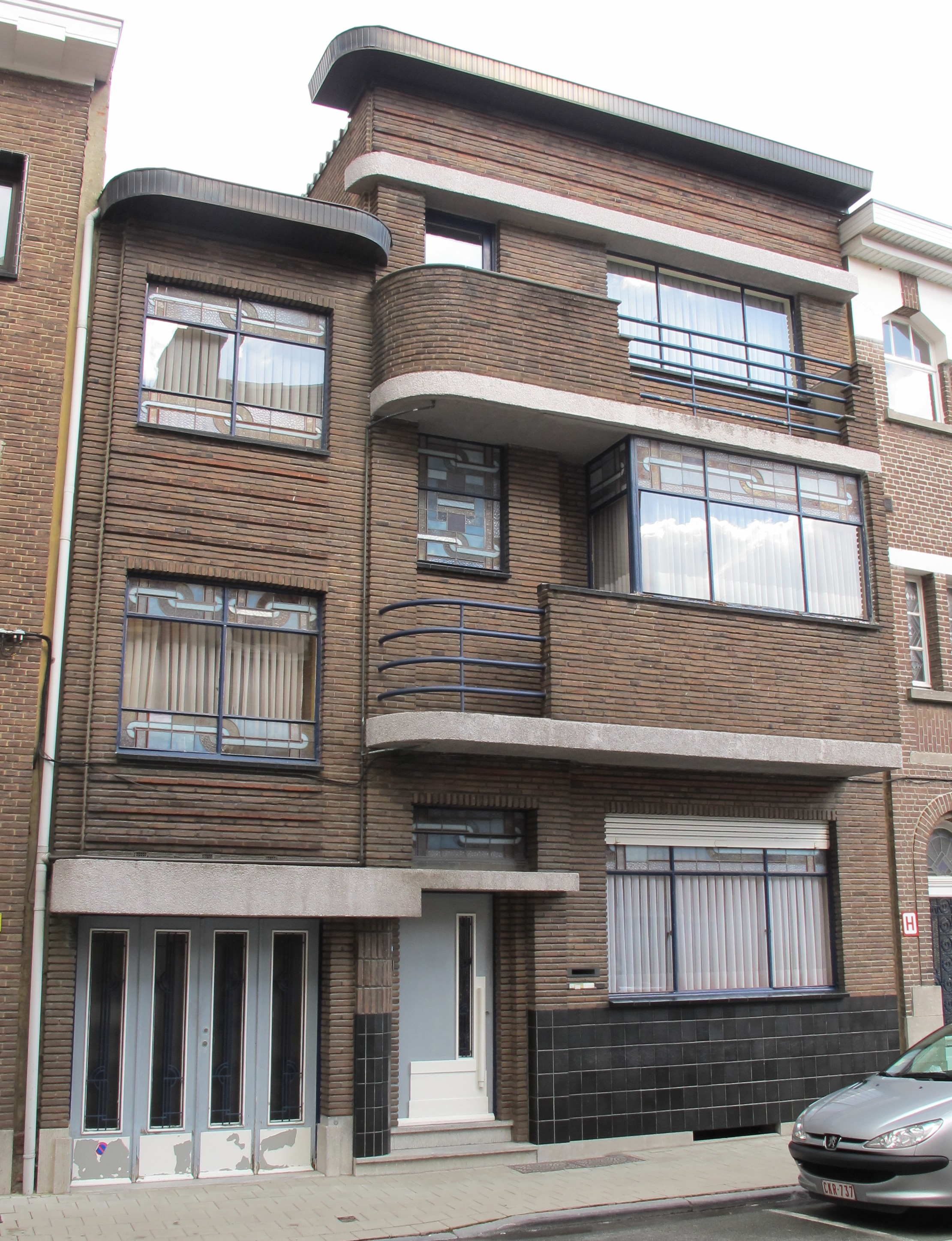
Nr. 41
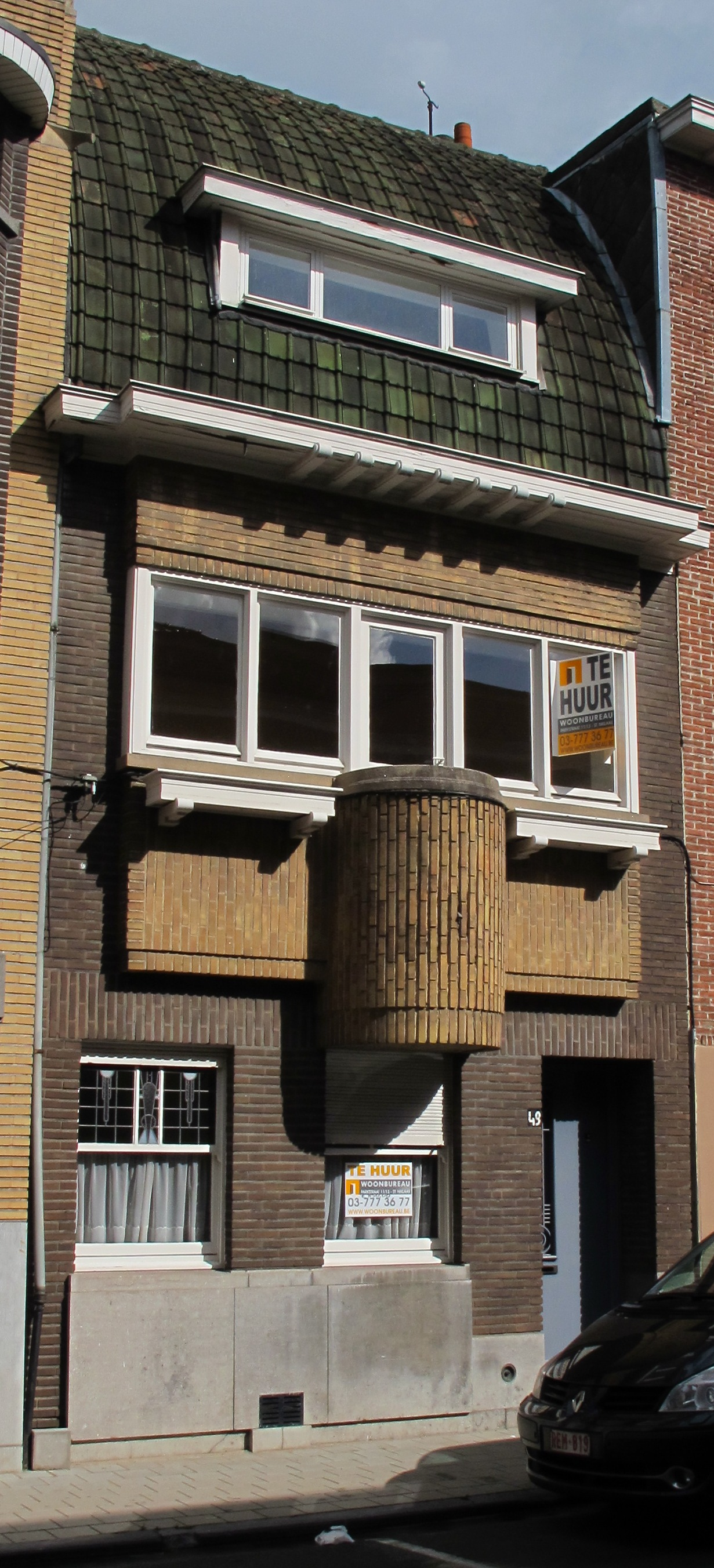
Nr. 49
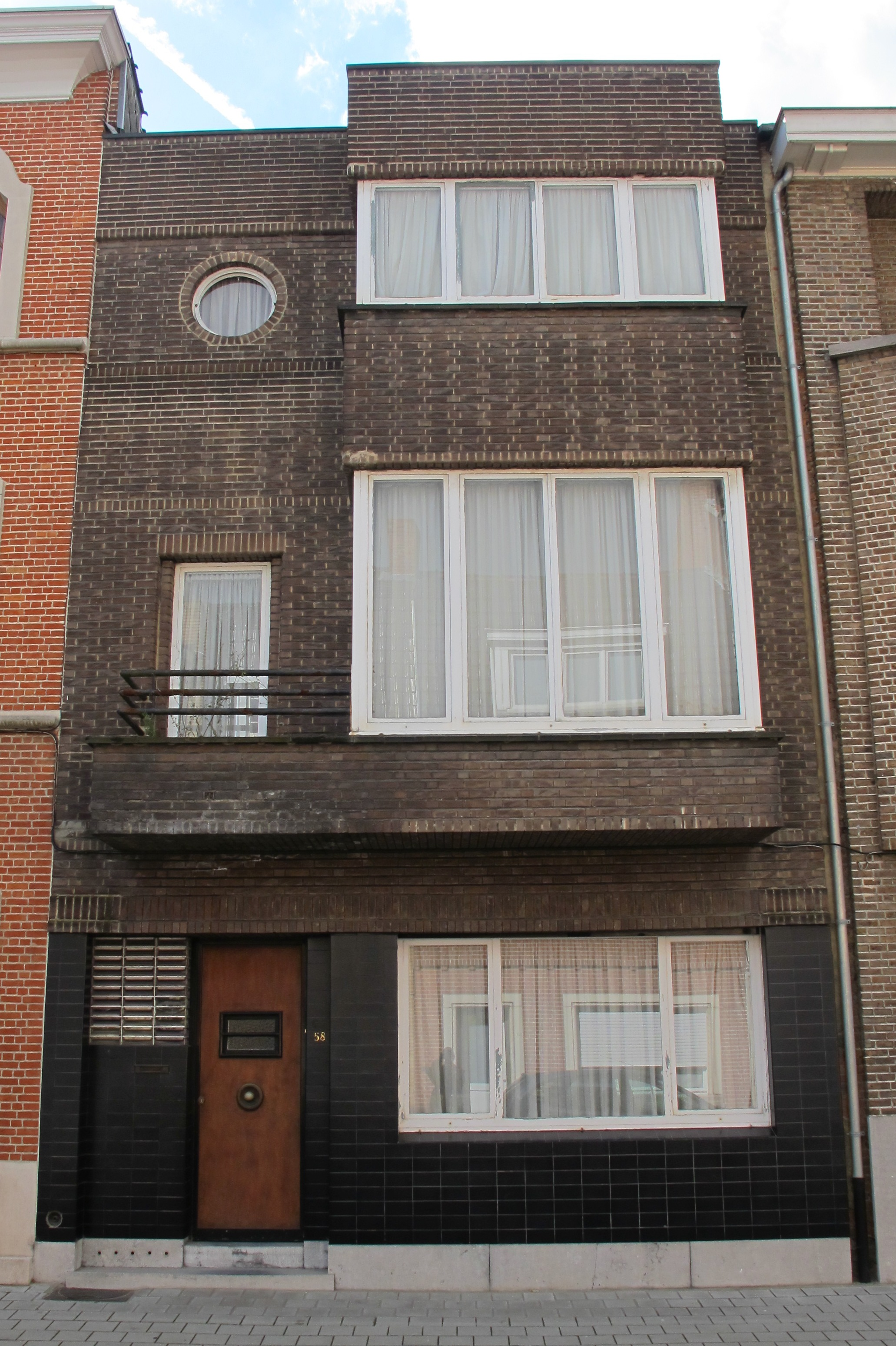
Nr. 58
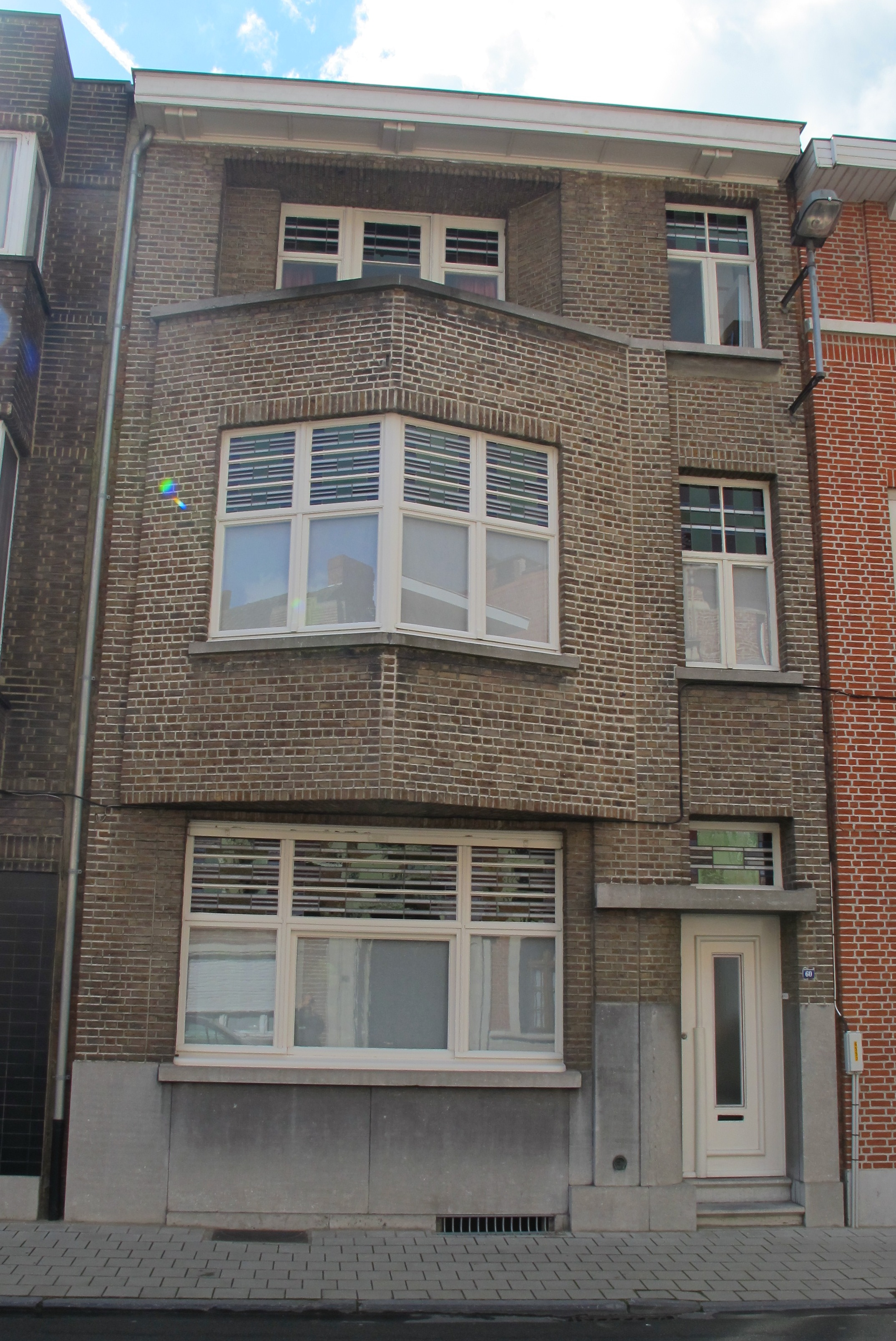
Nr. 60
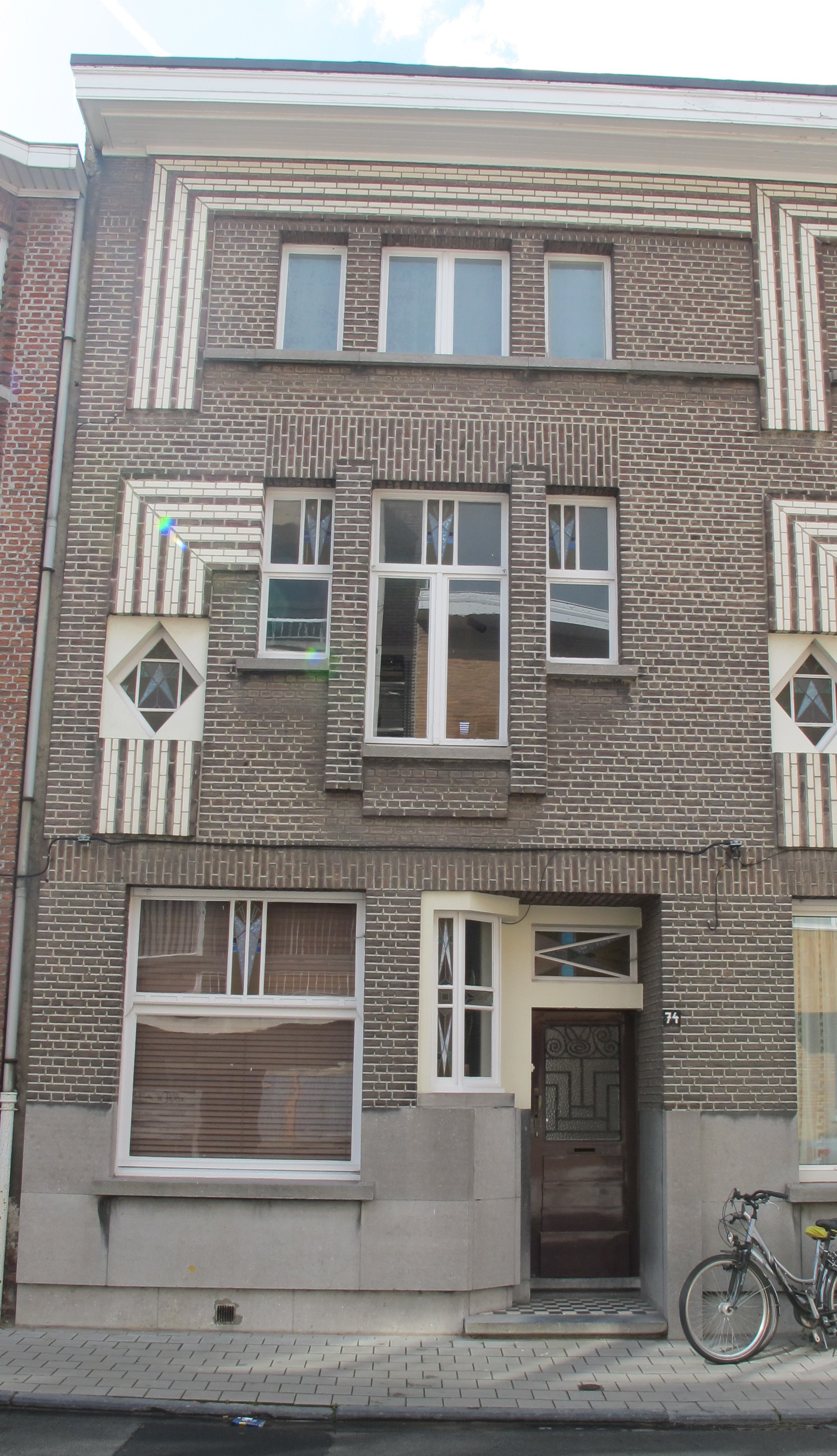
Nr. 74
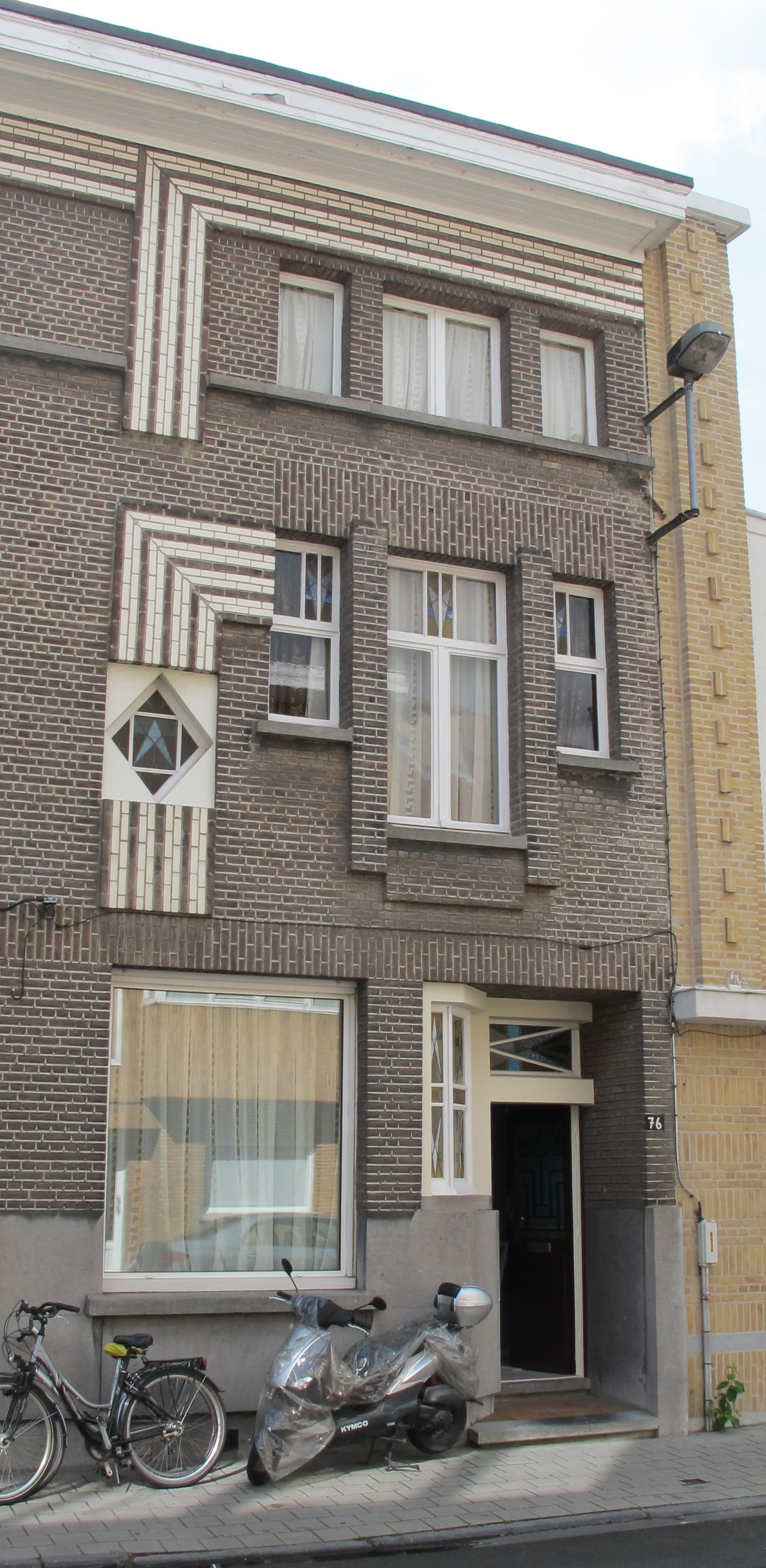
Nr. 76